# Élections générales espagnoles de 2015 à Ceuta
Les élections générales espagnoles de 2015 (en espagnol : Elecciones generales de España de 2015) se sont tenues le dimanche 20 décembre 2015 afin d'élire les 350 députés et 208 des 266 sénateurs de la XIe législature des Cortes Generales. 1 député est élu à Ceuta.

## Résultats
| Parti                  | Parti                                                   | Voix   | %     | +/-   |  |
| ---------------------- | ------------------------------------------------------- | ------ | ----- | ----- |  |
|                        | Parti populaire (PP) (sortant)                          | 14 813 | 44,86 | 21,07 |  |
|                        | Parti socialiste ouvrier espagnol (PSOE)                | 7 627  | 23,10 | 2,84  |  |
|                        | Podemos                                                 | 4 646  | 14,07 | Nv.   |  |
|                        | Ciudadanos (Cs)                                         | 4 392  | 13,30 | Nv.   |  |
|                        | Gauche unie (IU-UP)                                     | 431    | 1,31  | 0,50  |  |
|                        | Parti animaliste contre la maltraitance animale (PACMA) | 358    | 1,08  | 0,50  |  |
|                        | Union, progrès et démocratie (UPyD)                     | 197    | 0,60  | 2,74  |  |
|                        | Recortes Cero-Grupo Verde (RC-GV)                       | 146    | 0,44  | Nv.   |  |
|                        | Vote blanc                                              | 413    | 1,25  | 0,32  |  |
|                        |                                                         |        |       |       |  |
| Suffrages exprimés     | Suffrages exprimés                                      | 33 023 | 98,53 |       |  |
| Votes nuls             | Votes nuls                                              | 493    | 1,47  |       |  |
| Total                  | Total                                                   | 33 516 | 100   | -     |  |
| Abstention             | Abstention                                              | 28 144 | 45,64 |       |  |
| Inscrits/Participation | Inscrits/Participation                                  | 61 660 | 54,36 |       |  |